# Conny Johansson
Conny Johansson, född 17 juli 1971 i Halmstad, är en svensk före detta fotbollsspelare, målvakt. Han spelade hela sin elitkarriär i Halmstads BK.
Conny Johansson fostrades i Halmstadklubben IF Leikin från vilken han gick till Laholms FK 1992. I Laholm spelade han i sju år innan han värvades till allsvenska Halmstads BK 1999, som andramålvakt till Håkan Svensson. Han seriedebuterade året efter, som 29-åring, mot GIF Sundsvall. Bortsett från en kortare period 2002 var han andramålvakt tills Håkan Svensson lämnade klubben inför säsongen 2003. Han spelade därefter samtliga matcher i Allsvenskan fram till mitten av 2006 då talangen Marcus Sahlman tog över i målet.
2007 värvades den finländska målvakten Magnus Bahne, varpå Johansson blev tredjemålvakt. Efter att Sahlman lånats ut fick han dock under säsongen göra ett inhopp i Allsvenskan, efter att Bahne skadat sig under match. Kort därefter lånades dock kazakstaniern David Loria in för resten av säsongen och Johansson fick fortsätta på bänken, liksom under 2008 då först Sahlman och sedan Bahne var tillbaka. Efter säsongen avslutade han karriären, efter totalt 191 matcher för HBK.
Hans farfar David Johansson var allsvensk målvakt med IS Halmia och Halmstads BK.

## Meriter
- Allsvenskan
  - Guld: 2000
  - Stort Silver: 2004
  - Litet Silver: 1999